# Kurt Remele

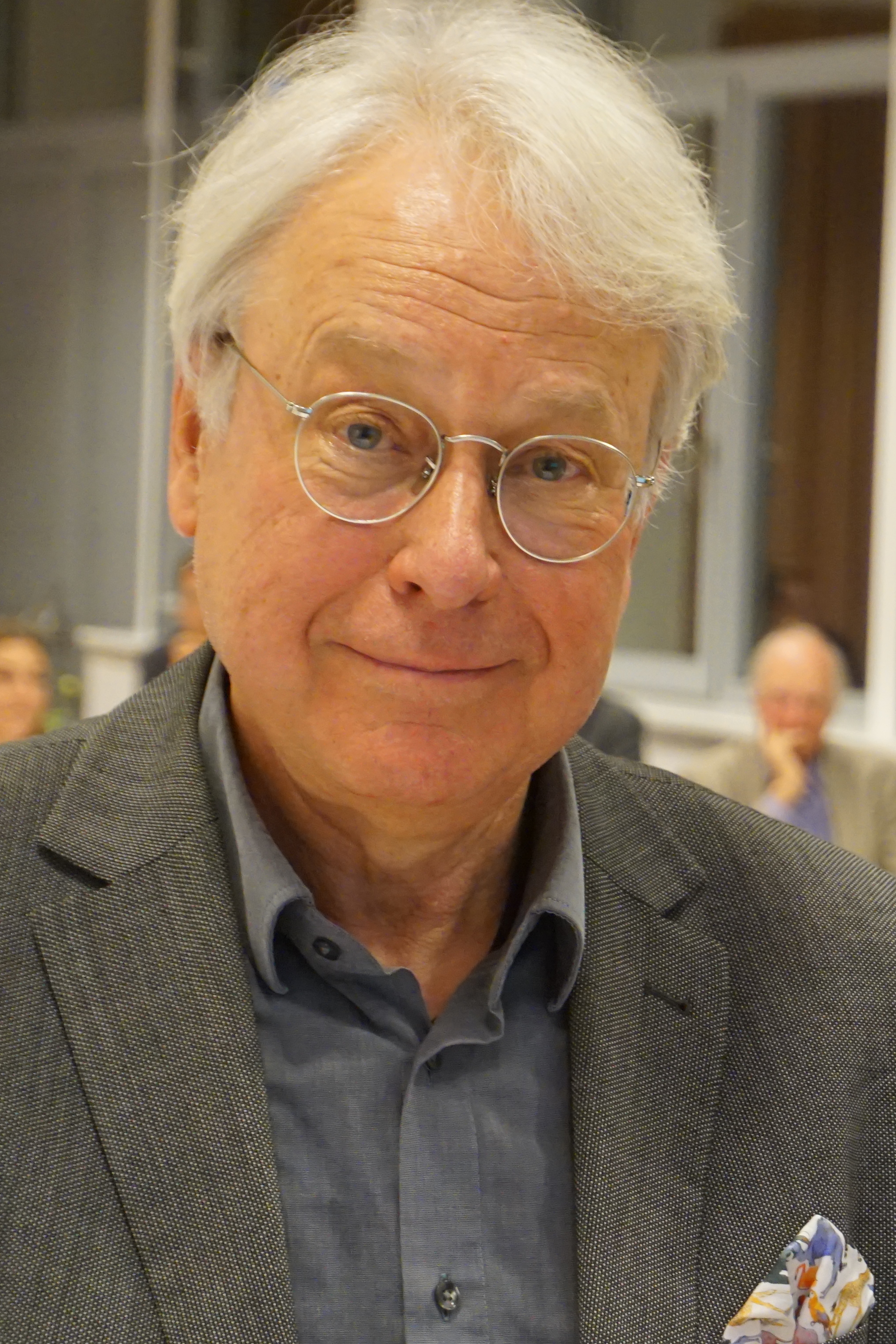
Kurt Remele 2021

Kurt Remele (* 17. September 1956 in Bruck an der Mur) ist ein österreichischer römisch-katholischer Theologe und Ethiker. Er lehrte am Institut für Ethik und Gesellschaftslehre an der Katholisch-Theologischen Fakultät der Karl-Franzens-Universität Graz, welches er von Oktober 2019 bis September 2021 auch leitete.

## Leben
Remele studierte Theologie und Anglistik/Amerikanistik in Graz und Bochum. In seiner theologischen Dissertation beschäftigte er sich mit dem zivilen Ungehorsam. In seiner Habilitationsschrift im Fach Ethik und christliche Gesellschaftslehre setzte er sich mit der Frage auseinander, wie sich Selbstverwirklichung und Gemeinwohl in einer individualisierten Gesellschaft zueinander verhalten („Tanz um das goldene Selbst?“). Dafür erhielt Remele 2002 den Kardinal-Innitzer-Förderungspreis für Geisteswissenschaften und den Leopold-Kunschak-Preis. Von Januar bis Juni 2003 war er Fulbright Scholar an der Catholic University of America in Washington, D.C. Im Wintersemester (Fall Semester) 2007/08 unterrichtete Remele als Gastprofessor am Department of Philosophy der University of Minnesota in Minneapolis. Eine weitere Gastprofessur hatte er von September 2011 bis Mai 2012 am Department of Religious Studies der Gonzaga University in Spokane, Washington State (USA). Von Anfang März bis Mitte Juni 2018 war Remele Visiting Fellow am McDonald Centre for Theology, Ethics and Public Life am Christ Church College der Universität Oxford. In den USA und England lernte Remele die Religionsgemeinschaft der Quäker (Religious Society of Friends) kennen, der er sich seitdem eng verbunden fühlt.
Remeles Forschungsschwerpunkte sind (katholische) Sozialethik, politische Ethik, Kulturethik, Ethik und Religionen, Religionssoziologie, Umwelt- und Tierethik. Sein Dissertationsthema des zivilen Ungehorsams taucht in seiner Arbeit immer wieder auf. Gehorsam gegenüber einer übergeordneten Autorität sei einerseits für ein gelingendes Zusammenleben sinnvoll und bis zu einem gewissen Grad notwendig, könne jedoch anderseits in bestimmten Fällen „nicht nur eine schwere Sünde im theologischen Sinn, sondern auch ein Verbrechen im straf- und menschenrechtlichen Sinn sein“. In zahlreichen Vorträgen und Publikationen plädierte er für eine tierfreundliche theologische Ethik, in der Tiere nicht instrumentalisiert, sondern als empfindungsfähige Mitgeschöpfe („sentient beings“) respektiert werden. In diesem Sinne übt er auch Kritik an einer einseitigen christlichen Anthropozentrik und fordert die christlichen Kirchen auf, ihre eigenen tierfreundlichen Traditionen wieder zu entdecken und von anderen Religionen und neueren philosophischen Ethikansätzen zu lernen. Remele ist seit 2009 Fellow des von Prof. Andrew Linzey geleiteten Oxford Centre for Animal Ethics. Zudem ist Remele Mitglied des wissenschaftlichen Beirats von "Animal Compassion", dem Verein der Österreichischen Buddhistischen Religionsgesellschaft für die Wahrnehmung der Tiere als fühlende Wesen. Remele hat sich über zwei Jahrzehnte lang vegetarisch ernährt und ist seit 2016 Veganer. Das Essen von Tieren und Tierprodukten ist ihm zufolge zumindest in den wohlhabenden Ländern des Globalen Nordens aus tier- und umweltethischer Sicht abzulehnen.
2021 erschien Remeles Buch »Es geht uns allen besser, wenn es allen besser geht.« Die ethische Wiederentdeckung des Gemeinwohls. Ausgehend vom Niedergang Liverpools in der Ära Thatcher und dem Einsatz zweier Bischöfe für das Gemeinwohl der Stadt, erarbeitet Remele einen zeitgemäßen Gemeinwohlbegriff, der Globalität und Gleichheit, Menschenrechte und Tierrechte beinhaltet. Anfang 2022 erschien die zweite Auflage des Werkes.
Remele ist mit Cordula Fischer verheiratet. Die beiden haben drei Kinder. In seiner Freizeit liest Remele vor allem englischsprachige Literatur, besonders gerne britische und US-amerikanische Romane, und hört Klaviermusik von Mozart, Beethoven, Haydn, Schubert und Louis Moreau Gottschalk.

## Werke
- Ziviler Ungehorsam: Eine Untersuchung aus der Sicht christlicher Sozialethik. Aschendorff, Münster 1992, ISBN 3-402-04532-X (Dissertation).
- mit Peter Inhoffen, Ulrike Saringer: Demokratische Prozesse in den Kirchen? Styria, Graz 1998, ISBN 3-222-12638-0.
- Tanz um das goldene Selbst? Therapiegesellschaft, Selbstverwirklichung und Gemeinwohl. Styria, Graz 2001, ISBN 3-222-12909-6 (Habilitationsschrift).
- als Mitwirkender: Ethos der Weltkulturen. Religion und Ethik, Vandenhoeck & Ruprecht, Göttingen, 2006, ISBN 978-3525573051
- Zwischen Apathie und Mitgefühl. Religiöse Lehren aus tierethischer Perspektive. In: Interdisziplinäre Arbeitsgemeinschaft Tierethik (Hrsg.): Tierrechte. Eine interdisziplinäre Herausforderung. H. Fischer, Erlangen 2007, ISBN 978-3-89131-417-3, S. 254–270.
- Von Hermelinen, Menschen und Gott: christliche Tierethik. In: Edith Riether, Michael Noah Weiss (Hrsg.): Tier – Mensch – Ethik (= Schriftenreihe der Initiative Weltethos Österreich. Bd. 5). Lit, Münster 2012, ISBN 978-3-643-50301-5, S. 169–188.
- Die Würde des Tieres ist unantastbar. Eine neue christliche Tierethik. Kevelaer: Butzon & Bercker 2016. ISBN 978-3-7666-2233-4
- als Mitwirkender: Globales Gemeinwohl: Sozialwissenschaftliche und sozialethische Analysen, Verlag Ferdinand Schöningh (Brill Verlag), Amsterdam, 2020, ISBN 978-3506703156
- »Es geht und allen besser, wenn es allen besser geht.« Die ethische Wiederentdeckung des Gemeinwohls, Ostfildern: Matthias Grünewald-Verlag 2021. ISBN 978-3-7867-3251-8